# Josefa Sabor
Josefa Emilia Sabor (Villanueva de Arosa, España, 23 de noviembre de 1916-Buenos Aires, 11 de enero de 2012) fue una bibliotecaria y docente argentina. Referente internacional de la profesionalización de la bibliotecología argentina, formó parte de la llamada «generación del 40», que moderniza la bibliotecología argentina y latinoamericana.

## Biografía
Josefa Sabor nació en el municipio de Villanueva de Arosa, provincia de Pontevedra en 1916 durante un viaje familiar. Hija de Francisco Sabor y Carmen Riera, su familia se trasladó definitivamente a Buenos Aires en 1918. Se nacionalizó argentina en 1937. Fue hermana de Celina Sabor de Cortazar,  de María Ángeles Sabor Riera, y cuñada de Augusto Raúl Cortázar. Conocida con el sobrenombre de «Pepita».
Se recibió de maestra normal nacional en la Escuela Normal N.º 3 de Maestras en 1934 y prosiguió sus estudios en la Facultad de Filosofía y Letras de la Universidad de Buenos Aires donde se recibió  con diploma de honor de Profesora secundaria, normal y especial en Historia (1939) y de Bibliotecaria en 1947. Por medio de una beca de la UNESCO realizó viajes de estudio por España, Francia, Italia, Alemania y Brasil entre 1958 y 1959. Posteriormente, en 1963, recibió una beca del Departamento de Educación y Cultura de los Estados Unidos para estudiar las técnicas de enseñanza en diez universidades de ese país.
En el Instituto Bibliotecológico de la Universidad de Buenos Aires se desempeñó como jefa de Bibliografía y Biblioteca (1943-1946), luego como directora de la Biblioteca del Museo de Ciencias Naturales de Argentina (1948-1952), de la Biblioteca Central de la Facultad de Filosofía y Letras de la Universidad de Buenos Aires (1955-1964). Fue fundadora y primera directora del Centro de Investigaciones Bibliotecológicas (actualmente Instituto de investigaciones Bibliotecológicas - INIBI) de la Facultad de Filosofía y Letras, UBA (1967-1973), de la Biblioteca y del Departamento de Publicaciones de Centro Interamericano de Vivienda de Bogotá dependiente de la Organización de Estados Americanos (1952-1953), Jefa de la División Bibliografía y Documentación del Departamento Técnico de la UNESCO en Buenos Aires (1956-1959). Entre 1960 y 1961 fue vicedirectora de la Biblioteca del Congreso de la Nación y también experta de la UNESCO en temas de asesoramiento de bibliotecas en diversos países latinoamericanos.
Sabor perteneció a una generación de bibliotecarios llamada por ella generación Romántica pero más conocida como generación del 40, ya que muchos de ellos se nuclearon bajo el trabajo en el Instituto Bibliotecológico de la UBA creado en 1941. Esta generación fue la encargada de variar el paradigma de la bibliotecología argentina, relacionándola a la corriente angloamericana en desprecio de la corriente europea. Omar Lino Benítez, Ítalo Mettini, Emma Linares y Reinaldo J. Suárez son los principales nombres de esta generación que tuvo en Sabor su figura más relevante.
Como docente se desempeñó como directora organizadora de la Escuela Nacional de Bibliotecarios de la Biblioteca nacional de Argentina y en el dictado de asignaturas en la Universidad del Museo Social Argentino, en las cátedras de Referencia, Bibliografía y Documentación de la Carrera de Bibliotecario de la Facultad de Filosofía y Letras de la Universidad de Buenos Aires (1963-1973), siendo en esta institución directora de la Escuela de Bibliotecarios (1955-1970) y del Departamento Bibliográfico (1958, 1961-1967) encargándose de modificar y modernizar sus planes de estudios, en la Universidad Central de Costa Rica, en la Escuela Interamericana de Bibliotecología de Medellín y en la Escuela de Bibliotecología de la Universidad Nacional de Asunción. A su retiro de la docencia, se desempeñó como investigadora del CONICET.

## Su obra
La producción de Sabor es extensa. Abarca libros, capítulos, más de 57 artículos y ponencias,  y versa sobre bibliotecología, bibliografía, enseñanza e historia. En el campo de la bibliotecología, especialmente en el área de referencia, sus textos han formado a varias generaciones de bibliotecarios de habla hispana. Posiblemente, su obra más importante en este campo sea su Manual de fuentes de información que registró tres ediciones: 1957, 1967 y 1978. La profesora Susana Romanos de Tiratel expresó:
"Se trata de la primera tentativa, en lengua española, de una guía de obras generales de referencia, compilada con un rigor bibliográfico que no ha sido superado hasta hoy y acompañada de un contexto histórico que ubica el inicio y presenta la evolución de los diferentes tipos de repertorios, de modo tal que, aun en el presente, puede utilizarse con gran provecho, porque proporciona información que no es fácil de hallar sistematizada y reunida en ninguna obra similar publicada con posterioridad".
Otros trabajos relevantes en el campo bibliotecológico: En 1951 el capítulo "El servicio de referencia" en el Manual de Bibliotecología editado por Kapeluz (sucesivas reimpresiones y una 2.a edición), el artículo "Argentina, libraries" en el volumen 1 de la Encyclopedia of Library & Information Science editada por Allen Kent, Harold Lancour and Jay E. Daily (obra publicada por Dekker en 73 volúmenes entre 1968-2003); Métodos de enseñanza de la Bibliotecología con un estudio preliminar de Ricardo Nassif editado en 1968 por la UNESCO con traducciones al francés y al inglés. Junto a Lydia Haydée Revello publicaron la Bibliografía básica de obras de referencia de Artes y Letras para la Argentina que editó el Fondo Nacional de las Artes. 
En 1995 publicó su última y más lograda obra, su bio-bibliografía Pedro de Angelis y los orígenes de la bibliografía argentina: ensayo bio-bibliográfico. La obra llenó un hueco histórico y bibliográfico sobre el periodista, bibliógrafo y editor Pedro de Angelis y consiste en la monografía más completa y rigurosa sobre el napolitano. El libro obtuvo el primer Premio Academia Nacional de la Historia, 1991-1992 y el Primer Premio Nacional de Historia y Arqueología, Producción 1994/1997, en 2004, Horacio González calificó a la obra como uno de los más importantes libros de la bibliotecología argentina:
En 2006, en la conferencia que anualmente deba comienzo a las actividades de la Sociedad Científica Argentina, anuncia que esa exposición sería la última y tiene por decisión su retiro definitivo de toda actividad profesional. 

## Premios y reconocimientos
En su homenaje la Biblioteca Nacional de la República Argentina Mariano Moreno realiza anualmente concursos de becas para investigaciones que indaguen sobre el patrimonio de la institución, con el nombre de Sabor. La Biblioteca de la Facultad de Filosofía y Letras de la Universidad de Buenos Aires el año de su fallecimiento la homenajeó designando con su nombre a una de las salas silenciosas.